# Gerhardus Petrus Jooste
Gerhardus Petrus Jooste  (* 5. Mai 1904 in Winburg; † 1990) war ein südafrikanischer Diplomat.

## Leben
Gerhardus Petrus Jooste war der Sohn von Sofie Visser und Nicolaas Jooste, studierte am Grey College in Bloemfontein und wurde 1924 Beamter. Von 1929 bis 1934 war er Privatsekretär des Finanzministers Nicolaas Havenga und heiratete 1934 Anna van Zyl van der Merwe. 1942 erlangte er an der Universität Pretoria einen Master in Politikwissenschaft mit der Arbeit Die administrasie van die mandaat vir Suidwes-Afrika.